# Arctic Janus
Die Arctic Janus ist ein Polarschiff, das ursprünglich für Fahrten der dänischen Seefahrtsbehörde in grönländischen Gewässern genutzt wurde.
Sie gilt als das größte einsatzfähige Fracht- und Inspektionsschiff aus Eichenholz, das für Grönlandfahrten gebaut wurde, und ist möglicherweise sogar das einzige Holzschiff mit entsprechender Eisklasse weltweit.

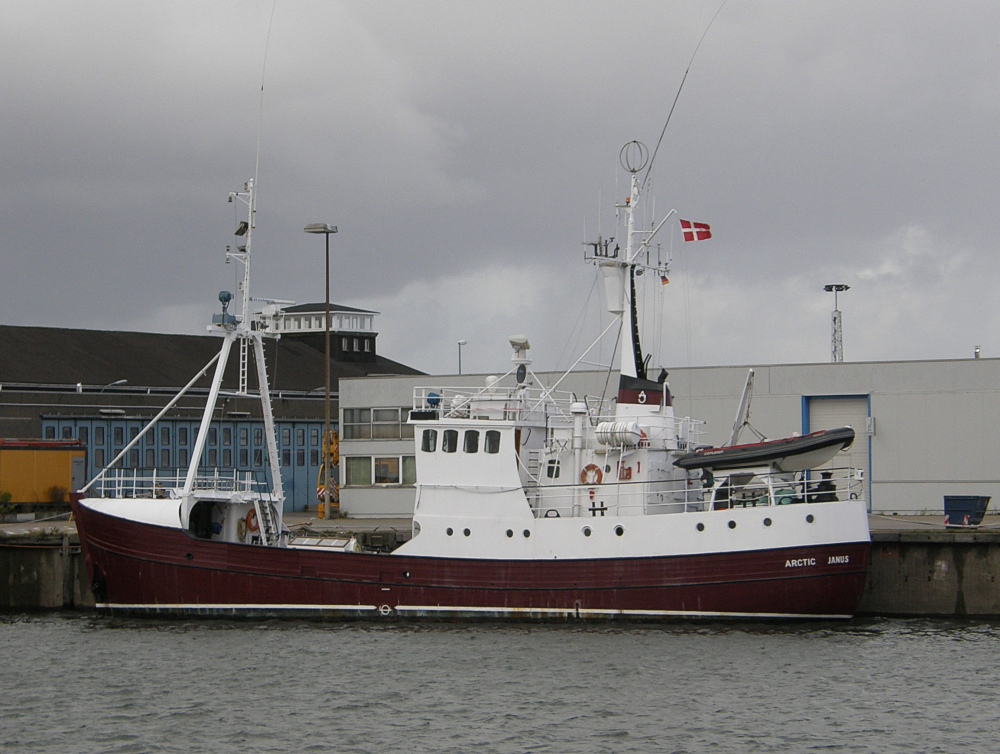
Die Arctic Janus in Cuxhaven

1974 wurde die Arctic Janus auf der Skagener Werft Karstensens gebaut und erhielt die Baunummer 114. Der Rumpf wurde ausschließlich aus 15 Jahre lang abgelagertem Eichenholz gebaut. Es handelt sich um einen Doppelhüllenrumpf, der mit einer Dicke von 15 Zentimeter für Eisfahrten auf der ganzen Welt ausgelegt ist.
Das Grönlandinspektionsschiff, dem die dänische Seefahrtsbehörde eine Bescheinigung über seine Erhaltungswürdigkeit ausgestellt hat, wurde bis 1998 für die Dienste der Regierung verwendet und wurde dann zum Charterschiff, vor allem für Angler, umgebaut. Es bot in dieser Eigenschaft Platz für 4 Crewmitglieder und 14 Gäste und war vorwiegend in Nord- und Ostsee sowie im Nordatlantik unterwegs. Inzwischen wird es in Kopenhagen als Botel genutzt.